# Izanagi a Izanami

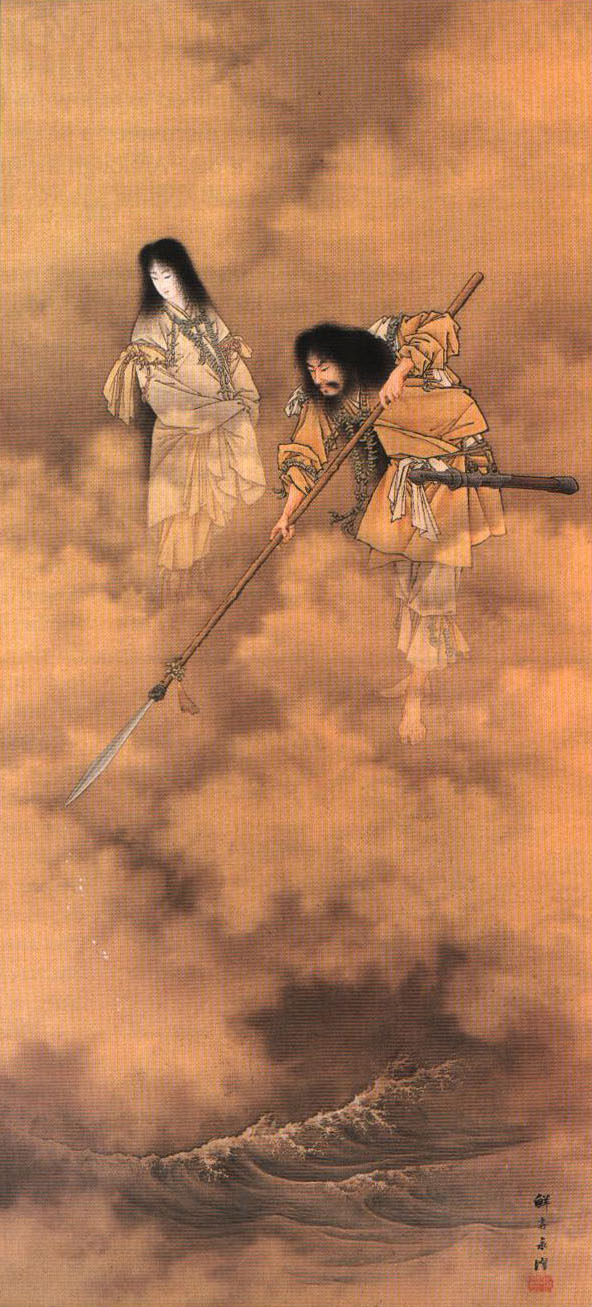
Eitaku Kobajaši, Izanagi a Izanami, cca 1885)

Izanagi a Izanami jsou stvořitelským párem v japonské mytologii. Společně vytvořili první zemi a zplodili japonské ostrovy a další božstva, při posledním porodu však Izanami zemřela a odešla do podsvětí, zatímco z Izanagiho vzešla tři nejdůležitější japonská božstva. Amaterasu, Cukujomi a Susanoo.

## Mýtus
Podle kroniky Kodžiki z 8. století se na počátku na místě zvaném Takamagahara „Vysoké nebeské pláně“ zrodil neviditelný bůh . „Pán středu nebes“ a po něm další dva: Takamimusubi a Kamimusubi. Následně stvořili dalších pět nebeských božstev a následovalo sedm generací dalších nebeských božstev. Osmou generaci tvořil sourozenecký pár Izanagi no mikoto „Vznešený muž“ a Izanami no mikoto „Vznešená žena“. Ti byli nebeskými bohy požádáni, aby dokončili a upevnili dosud plovoucí zemi a tak na „plovoucí klenbě nebes“, snad duze, počali zdobeným kopím míchat slanou vodu a když jej pozvedli z kapek vznikl první ostrov zvaný Onogoro.
Na ostrově dvojice vztyčila „nebeský sloup“, postavila si palác a rozhodla se začít s plozením, čemuž následoval svatební rituál a jejich pohlavní spojení. Prvním dítětem těchto bohů byla Hiroko „dítě-pijavice“, jako následek toho, že během svatebního rituálu promluvila Izanami první a porušila tak pravidla. Hiriko byla dána do rákosové loďky, odevzdána moři a svatba byla zopakována správným způsobem. Božský pár byl odměněn hojným potomstvem: japonskými ostrovy, bohy větrů, hor a stromů, ale během porodu boha ohně Kagucuči byla Izanami tak popálena, že zemřela. Přesto však z jejích zvratků, výkalů a moči, jež z ní vzešli během porodu vznikali další bohové a z jejího mrtvého těla vzniklo osm bohů hromu a další božstva ohně. Izanagi byl nejdříve přemožen žalem a z jeho slz vznikla také další božstva, poté zabil svého syna, z jehož těla se opět zrodila božstva.
Izanagi se následně rozhodl že svoji ženu přivede zpátky z Jomi – podsvětí. U brány světa mrtvých se s Izanami setkal a prosil ji, aby se vrátila, ta souhlasila, že si o jeho přání promluví s podsvětními božstvy, ale vymínila si, aby se na ni nezkoušel  dívat a počkal před bránou. Když však Izanagi dlouho čekal, rozhodl se vydat dovnitř, kde si posvítil ulomeným zubem z hřebenu. Uvnitř však spatřil svou ženu jako hnijící mrtvolu prolezlou červy a začal utíkat. Izanami rozezlená nedodržením slibu za ním poslala čarodějnici, osm bohů hromu a skupinu bojovníků. Na svém útěku Izanagi odvrátil své pronásledovatele pomocí tří broskví, které jim hodil a nakonec unikl i své manželce a bránu podsvětí zavalil velkým kamenem.
Po návštěvě podsvětí se musel Izanagi očistit a učinil tak u malého potoka ve městě Hjúga na Kjúšú. Z šatů, jež před koupelí odložil vzniklo několik dalších bohů, další povstali během jeho očisty, a nakonec došlo ke vzniku tří nejdůležitějších japonských bohů: Amaterasu, když si Izanagi čistil pravé oko, Cukijomi, když čistil levé oko a Susanoo, když si čistil nos. Mezi tyto své děti pak rozdělil vládu nad světem: Amaterasu nad nebesy, Cukujomimu nad nocí a Susanoovi nad oceánem. Zatímco dva starší sourozenci poslušně přijali své místo, tak Susanoo se vzepřel tomu vládnout vodám a chtěl raději odejít do říše své matky, na což Izanagi zareagoval, tím že svého syna vyhnal. Poté, co tak Izanagi splnil své poslání odešel pryč. Podle některých verzí mýtů odešel na nebesa, podle jiné byl pohřben v městě Taga na Honšú.